# ژابین رباتسکی
ژابین رباتسکی (به لهستانی:  Żabin Rybacki) یک روستا در لهستان است که در گمینا بانگه مازورسکیه واقع شده‌است.